# Prix Nessim-Habif
Pour les articles homonymes, voir Prix de l'Académie royale de langue et de littérature françaises#Prix Nessim Habif.
Le prix Nessim-Habif est l'une des récompenses annuelles décernées par la Société des ingénieurs Arts et Métiers alternativement à :
- un ingénieur qui, par son intervention, aura contribué sensiblement au progrès de l'industrie (prix mondial) ;
- un ingénieur qui, par son esprit inventif, aura contribué à accroître de façon significative le prestige de l'École nationale supérieure d'arts et métiers.

Depuis qu'il a été créé en 1962, ce prix a été décerné à plus de 35 personnalités du monde de la science et de l'industrie.

## Nessim Habif
Nessim Habif est un gadzarts (ingénieur Arts et Métiers) de la promotion Lille 1903, né en Turquie. Après des débuts à Paris, il se rend en Égypte, où il fait toute sa carrière dans les sucreries, et conseille par ailleurs le gouvernement égyptien.
À part ces points, la vie de Nessim Habif est à ce jour fort peu documentée. On sait seulement qu'il s'agit d'un mécène, et qu'il a créé par testament plusieurs prix, en léguant des sommes importantes à des institutions. Il a en particulier laissé à la Société des Ingénieurs Arts et Métiers de quoi doter son prix de 3 000 € (Euros) attribués chaque année au lauréat. De même, l'Académie royale de langue et de littérature françaises de Belgique décerne chaque année un prix Nessim Habif. Il semble exister d'autres prix Nessim-Habif, par exemple à l'université de Genève.

## Lauréats

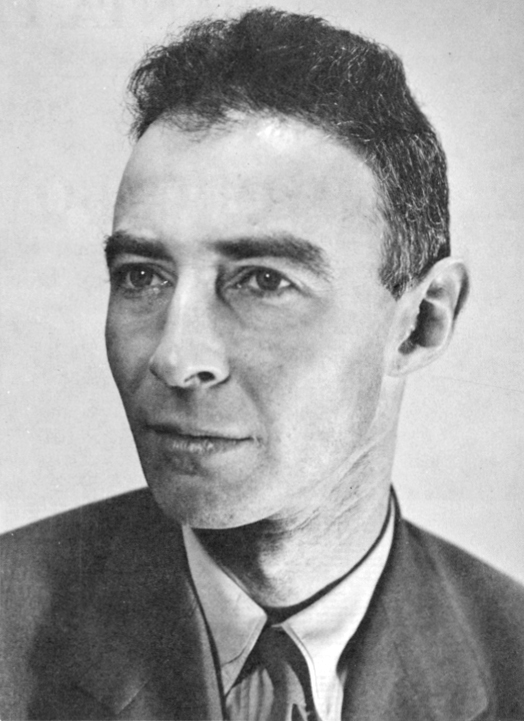
Robert Oppenheimer, vers 1944

- 1962 : Robert Oppenheimer : énergie atomique[2]
- 1963 : Jean Fieux : ingénieur Arts et Métiers (Cluny 1902) : application des gyroscopes à la stabilisation des navires[2]
- 1964 : Henri de France : procédé de télévision en couleurs[2] ;
- 1965 : Pierre Angenieux, ingénieur Arts et Métiers (Cluny 1925) : grand industriel de l'optique (objectifs, zooms, etc.), fondateur d'Angénieux (aujourd'hui Thales[2])
- 1966 : Frank Whittle : application des turbines à gaz aux avions de combat[2]
- 1967 : Louis Béchereau, ingénieur Arts et Métiers (Angers 1896) : pionnier de l'aviation, développement d'avions dont le Spad de 1916-1918[2]
- 1968 : P. Blokland et Ph. Diderich : assainissement des terres en Hollande[2]
- 1969 : Jean Dutheil, ingénieur Arts et Métiers (Aix-Angers 1916) : méthodes de calcul pour la construction métallique[2]
- 1970 : Alfred Champagnat, ingénieur Arts et Métiers (Aix 1925) : protéines tirées des résidus de pétrole[2]
- 1971 : Nicolas Esquillan, ingénieur Arts et Métiers (Chalons-sur-Marne 1919) : créateur d'ouvrages d'art (Cnit, Pont de Tancarville, etc.)[2]
- 1972 : Pierre Bézier, ingénieur Arts et Métiers (Paris 1927) : courbes de Bézier et pionnier de la CAO, développement des machines de production en grande série[2]
- 1973 : Henri Verneuil, ingénieur Arts et Métiers (Aix 1940) : cinéaste (La vache et le prisonnier, Un singe en hiver...)[2]
- 1974 : Henri Delauze, ingénieur Arts et Métiers (Aix 1946) : travaux sous-marins à grande profondeur (Comex)[2]
- 1975 : Louis Moyroud, ingénieur Arts et Métiers (Cluny 1933) : photocomposition, lumitype[2]
- 1976 : Marius Lavet, ingénieur Arts et Métiers (Cluny 1910) : chronométrie électrique et électronique à quartz[2]
- 1977 : Robert Dautray, ingénieur Arts et Métiers (Paris 1945) : énergie atomique et nucléaire[2]
- 1978 : Jean Cavallier, ingénieur Arts et Métiers (Cluny-Aix 1916) : grand industriel de la métallurgie (Pont-à-Mousson aujourd'hui Saint-Gobain)[2]
- 1979 : Alcide Kacou, ingénieur Arts et Métiers (Aix 1938) : développement économique de la Côte d'Ivoire[2]
- 1980 : Georges Henriot, ingénieur Arts et Métiers (Lille 1938) : cinématique des engrenages[2]
- 1981 : Marcel Sédille, ingénieur Arts et Métiers (Paris 1928) : thermodynamique, turbines à vapeur et à gaz[2]
- 1982 : Séverin Casacci, ingénieur Arts et Métiers (Aix 1941) : turbines hydrauliques, calcul des coques[2]
- 1984 : Jean-Pierre Boespflug, ingénieur Arts et Métiers (Aix 1972) : circuits intégrés[2]
- 1986 : Raymond Garde, ingénieur Arts et Métiers (Paris 1939) : réalisation du TGV[2]
- 1987 : Christian Cabrol, professeur de médecine : chirurgie cardiaque[2]
- 1988 : Fernand Picard, ingénieur Arts et Métiers (Lille 1923) : réalisation de la Renault 4CV[2]
- 1989 : Pierre Chaffiotte, ingénieur Arts et Métiers (Cluny 1935) : machines tournantes, compresseurs à hexafluorure d'uranium[2]
- 1990 : Bruno Guimbal, ingénieur Arts et Métiers (Cluny 1977) : technologie aéronautique, développement d'hélicoptères[2]
- 1995 : Bernard Maitenaz, ingénieur Arts et Métiers (Paris 1943) : grand industriel de l'optique, inventeur des verres progressifs Varilux et P-DG d'Essilor[2]
- 1996 : Georges Gutman, ingénieur Arts et Métiers (Cluny 1943) : masque à oxygène[2]
- 1997 : Éric Benhamou, ingénieur Arts et Métiers (Aix 1972) : pionnier des réseaux informatiques et grand industriel, P-DG de 3Com (Palm)[2]
- 1998 : Aimé Jardon, ingénieur Arts et Métiers (Châlons 1946) : grand industriel de l’automobile[2]
- 1999 : Fernand Carayon, ingénieur Arts et Métiers (Aix 1939) : pionnier du management participatif[2]
- 2000 : Robert Gabillard : inventeur du métro automatique (VAL)[2]
- 2001 : René Marcel David, ingénieur Arts et Métiers (Angers 1958) : sécurité de fonctionnement des automatismes logiques[2]
- 2002 : Jacques Verdu, professeur à Arts et Métiers ParisTech : caractérisation du vieillissement des polymères[2]
- 2003 : Jean-François Dehecq, ingénieur Arts et Métiers (Lille 1958) : grand industriel de la santé, cofondateur et PDG de Sanofi-Aventis[2]
- 2004 : Jean Pinet, ingénieur Arts et Métiers (Angers 1946) : pilote d'essai du Concorde, créateur de l'art pédagogique du pilotage[2]
- 2005 : François Lavaste, expert et pionnier de la biomécanique : directeur du CERAH (centre d'études et de recherches du ministère de la Défense)[2]
- 2006 : Jean-Lou Chameau, ingénieur Arts et Métiers (Lille 1972) : président de Caltech (California Institute of Technology) après avoir été vice-président de Georgia Tech[2]
- 2007 : Paul Chassagne, ingénieur Arts et Métiers (Angers 1940) : créateur du Dassault Mystère-Falcon[2]
- 2008 : Henri Marchetta, ingénieur Arts et Métiers (Châlons 1961) : créateur de la société Mécalac, leader européen de la mini-pelle et des engins de travaux publics polyvalents[2]
- 2009 : Jean-Jacques Graffin, ingénieur Arts et Métiers (Angers 1955) : fondateur de la société SERAC, spécialiste du conditionnement des liquides[2]
- 2011 : Bertrand Piccard et André Borschberg : cofondateurs du projet d'avion solaire Solar Impulse[2]
- 2012 : Daniel Guillermin, ingénieur Arts et Métiers (Aix 1973) : grand industriel du luxe, PDG de Shiseido International France[2]
- 2013 : Wafa Skalli, ingénieure Arts et Métiers (Aix 1977) et professeur : directrice du Laboratoire de biomécanique d'Arts et Métiers ParisTech, co-développeuse avec Georges Charpak du système d'imagerie médicale EOS (imagerie médicale)[2]
- 2015 : Alain Charmeau, ingénieur Arts et Métiers (Cluny 1974), président d’Airbus Safran Launchers[2]
- 2017 : Pierre Alesi, ingénieur Arts et Métiers (Aix 1952), « père du moteur d'avion CFM 56 »[2]
- 2018 : Yves Malier, ancien élève de l'ENSET, docteur ès Sciences Physiques, membre de l'Académie des Technologies, créateur des bétons haute performance[2]
- 2019 : Jean Souchal, ingénieur Arts et Métiers (Aix 1978), président du directoire de Poma[2].